# Recamier (cràter)
Recamier és un cràter d'impacte en el planeta Venus de 25,3 km de diàmetre. Porta el nom de Juliette Récamier (1777-1849), organitzadora d'un saló literari francesa, i el seu nom va ser aprovat per la Unió Astronòmica Internacional el 1991.